# Criza politică de la 16 mai 1877

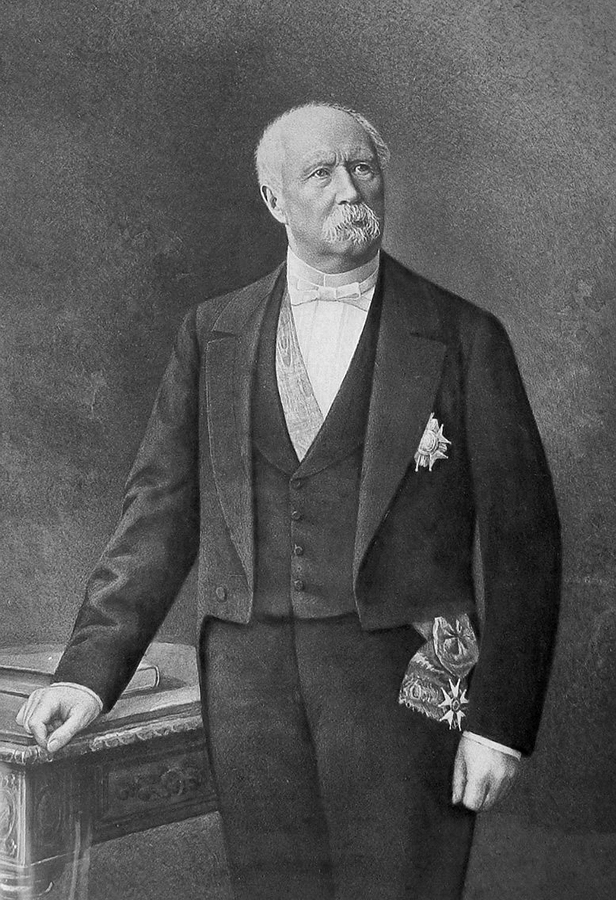
Portret oficial al preşedintelui Mac Mahon, care a declanşat criza de la 16 mai.

Criza de la 16 mai 1877 a fost o criză politică și instituțională a celei de a Treia Republici Franceze în care s-au confruntat președintele republicii, mareșalul monarhist Patrice de Mac Mahon, pe de o parte, și Camera Deputaților aleasă în 1876, majoritar republicană și condusă de președintele ei, Léon Gambetta, pe de altă parte.
Criza s-a declanșat la 16 mai, când președintele a numit un prim ministru cu vederi politice similare celor ale sale și opuse curentului majoritar din parlament, și s-a prelungit de-a lungul lunilor ce au urmat, încheindu-se la 13 decembrie 1877, când Mac Mahon și-a recunoscut înfrângerea politică. Importanța aceastei crize politice rezidă în faptul că a dus la stabilizarea regimului republican de guvernământ în Franța (care nu a mai fost dărâmat până la invazia nazistă din 1940), spulberând speranțele monarhiștilor, și că a orientat definitiv practica politică a sistemului instituțional al țării, instituind principiul separării totale a răspunderii politice prezidențiale de cea parlamentară.

## Contextul istoric

### Un regim parlamentar dualist

#### Între monarhie constituțională și republică parlamentară
La 4 septembrie 1870, pe ruinele celui de al Doilea Imperiu Francez învins de Prusia, s-a proclamat republica. Până în 1877, monarhiștii și republicanii au dat o luptă politică intensă pentru controlul asupra instituțiilor și pentru a le da o definiție juridică.

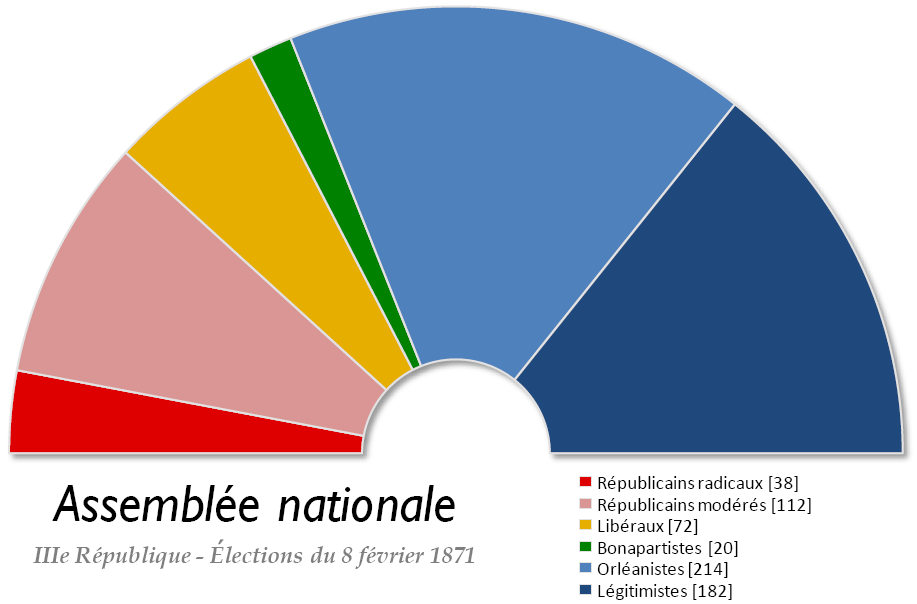
Camera deputaţilor în 1871.

După o victorie lejeră a monarhiștilor în alegerile legislative din 18 februarie 1871, Adolphe Thiers a fost numit șef al executivului provizoriu al Republicii Franceze, în așteptarea semnării tratatului de pace și a restabilirii ordinii. Cu toate acestea, intransigența contelui de Chambord, șeful monarhiștilor legitimiști care insistau pentru adoptarea drapelului alb în locul celui tricolor, a îndepărtat orice posibilitate de restaurare în scurt timp a monarhiei, deși acesta obținuse susținerea orleaniștilor.
Monarhiștii l-au menținut pe Adolphe Thiers la putere pentru a rezolva problemele cauzate de consecințele războiului pregătind în același timp reîntoarcerea pretendenților la tron. Thiers, în fruntea unei grupări de conservatori, considerând că o nouă monarhie este imposibilă, a devenit susținător al unei republici conservatoare. După moartea lui Napoleon al III-lea în ianuarie 1873, bonapartiștii s-au aliat cu regaliștii pentru a păstra șansele la tron ale prințului imperial. Thiers a demisionat în mai și a fost înlocuit de mareșalul de Mac Mahon, ales cu 390 de voturi.
Sub președinția sa de orientare orleanistă, Mac Mahon, ale cărui ambiții politice păreau a se mărgini la întoarcerea regelui, a lăsat guvernarea în seama ducelui de Broglie, care a întreprins o politică extrem de conservatoare de întoarcere la „ordinea morală”.
În acest context, dreapta a început o transformare a instituțiilor pentru a face trecerea înapoi spre o monarhie. Ducele de Broglie a obținut la 20 noiembrie votarea legii care a dus mandatul președintelui la șapte ani, în scopul prelungirii președinției lui Mac Mahon. În pofida fărâmițării majorității monarhiste din cauza multiplelor alegeri parțiale câștigate de republicani, Mac Mahon a continuat să acorde încredere unor guverne de dreapta până la alegerile din 1876.

#### Constituția celei de a Treia Republici
Principiul republican de conducere a țării părea definitiv stabilit de drept la 30 ianuarie 1875 prin adoptarea, cu un vot majoritar strâns în prima lectură (353 pentru, 352 împotrivă) și cu o majoritate mai largă în a doua lectură (413 voturi pentru și 248 contra) a amendamentului Wallon. Acesta dispunea:
| “ | Președintele Republicii este ales cu majoritate absolută a voturilor de către Senat și Camera Deputaților reunite în Adunare Națională. El este numit pentru șapte ani și poate fi reales. | ” |

Legile constituționale din 1875 au fost votate între lunile februarie și iulie ale acelui an. Ele au dat un cadru constituțional celei de a Treia Republici, care funcționa din 1870 cu instituții provizorii (cum ar fi cele instituite, de exemplu, de legea Rivet).
Teoria constituțională făcea din președinte principalul actor al puterii executive — el dispunea de puteri extinse, avea posibilitatea de a dizolva Camera Deputaților și nu se afla sub controlul parlamentului — în detrimentul unui parlament bicameral (în rândul căruia Camera Deputaților avea rol mai important decât Senatul, ea fiind aleasă prin vot universal direct) care avea rolul de a vota legi și de a controla activitatea guvernului.
Guvernul era numit de președinte, dar își trăgea puterea din majoritatea parlamentară fără de care exista riscul ca deciziile sale să fie blocate în oricare din cele două camere. Deci, el era, în teorie, în același timp supus controlului președintelui și celor două camere ale parlamentului, un regim parlamentar „dualist”.
Astfel, guvernul a ajuns un adevărat teren de luptă între organele constituite (președintele și parlamentul) care au încercat să-i influențeze orientarea.

### Protagoniștii

#### Președintele
Președintele Patrice de Mac Mahon, monarhist, a fost numit în această funcție în locul lui Adolphe Thiers în mai 1873 și a fost confirmat pentru un mandat de șapte ani prin adoptarea legii din 20 noiembrie 1873. El acționa în scopul restaurației monarhiei.

#### Parlamentul

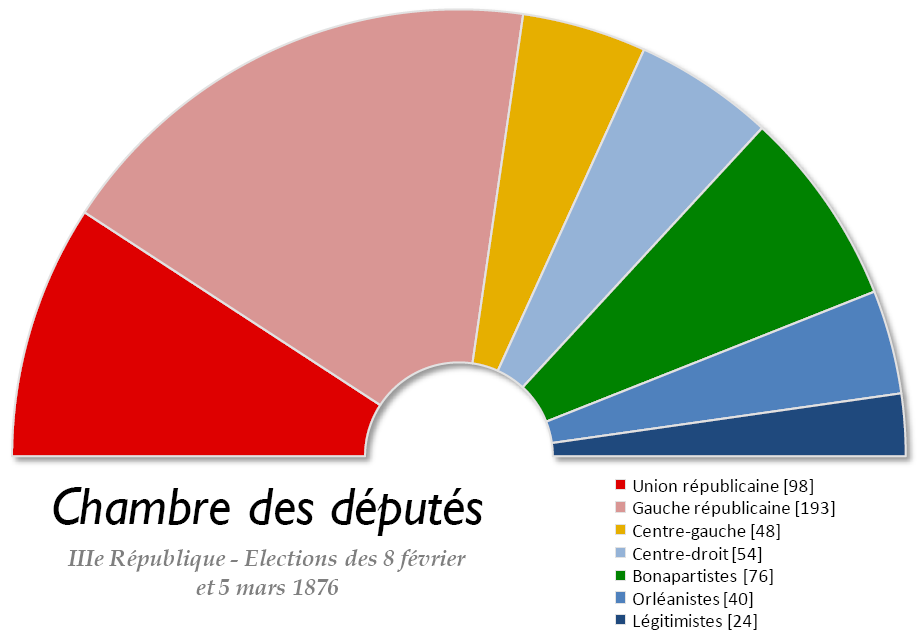
Compoziţia politică a Camerei Deputaţilor în urma alegerilor din 1876.

Alegerile legislative din 1876 au avut ca rezultat o majoritate confortabilă pentru republicani în Camera Deputaților, cu 393 de locuri din 533.
Senatul a păstrat o majoritate conservatoare (151 de locuri contra 149) în prima legislatură. Senatorii inamovibili, în număr de 75, fuseseră aleși de Adunarea Națională înainte de separarea ei în cele două camere în decembrie 1875; celelalte 225 de locuri au fost alocate prin vot indirect, de un colegiu electoral la 30 ianuarie 1876.

#### Guvernul
Guvernului lui Jules Dufaure, numit imediat după alegerile din 1876, dar încă prea de dreapta pentru gustul republicanilor, i-a urmat, la 12 decembrie 1876, cabinetul Jules Simon. Jules Simon, ministru de interne și premier, avea convingeri „profund republicane și hotărât conservatoare”, după cum spunea el însuși, deci trebuia să fie în măsură să echilibreze forțele contrare. El a format un guvern de orientare puțin mai spre stânga decât precedentul.

## Evenimentele

### Declanșarea crizei

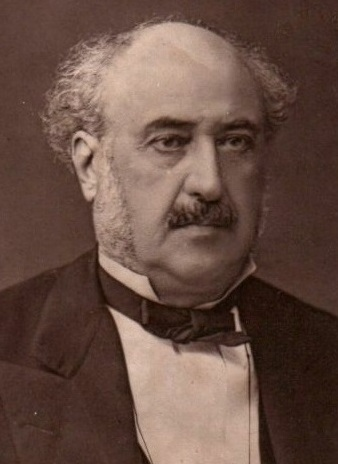
Jules Simon.

#### Cauzele directe ale crizei
Jules Simon a dat garanții stângii că va reforma administrația superioară (prefecți și magistrați), ceea ce i-a adus ostilitatea lui Mac Mahon. Cu toate acestea, republicanii conduși de Léon Gambetta și-au formulat niște revendicări mai radicale. Simon nu s-a opus abrogării de către Camera Deputaților în 1875 a unei legi „reacționare” privind delictele de presă. La începutul lui mai 1876, o dezbatere în jurul restaurării puterii papei a atras adoptarea unei ordonanțe prin care se condamnau manifestațiile ultramontaniste fără ca guvernul să se opună. Cu această ocazie, Léon Gambetta, parafrazându-l pe Alphonse Peyrat a spus „clericismul, iată dușmanul!”

#### 16 mai
La 16 mai 1877 președintele Mac Mahon i-a reproșat primului ministru, Jules Simon, lipsa de fermitate și i-a cerut explicații. Scrisoarea a fost publicată și în Journal officiel. Jules Simon și-a prezentat imediat demisia, deși nu a fost pus în minoritate în fața niciunei camere a Parlamentului:
| “ | Domnule președinte al Republicii, Scrisoarea pe care mi-ați scris-o îmi impune datoria de a vă prezenta demisia mea din funcțiile pe care ați binevoit a mi le încredința.. | ” |

În aceeași zi Mac Mahon l-a numit pe Albert de Broglie prim ministru (la un al treilea mandat), iar acesta a format un cabinet de dreapta, promotor al ordinii morale, zis și „cabinetul din 16 mai”, în scopul de a avea un guvern conform opiniilor sale.

#### Zilele următoare
Făcând aceasta, Mac Mahon a dat o interpretare dualistă constituției: pentru el, guvernul era atât emanația sa cât și a Camerei Deputaților. În consecință, Gambetta a promovat o moțiune de neîncredere guvernului lui Albert de Broglie. La 18 mai 1877, președintele a transmis Parlamentului un mesaj scris în care își explica poziția, alăturându-i un decret de suspendare a lucrărilor parlamentului pe timp de o lună, în conformitate cu articolul 2 al legii din 16 iulie 1875.
La 18 mai 1877 deputații din mai multe grupări republicane ale Camerei, centrul-stânga al lui Édouard de Laboulaye, Uniunea Republicană a lui Gambetta și Stânga Republicană a lui Jules Ferry s-au reunit în ședință plenară la Versailles și au semnat un manifest adresat Franței prin care denunțau „politica reacționară și aventurieră”. Textul care a fost redactat de un prieten al lui Gambetta, Eugène Spuller, a primit 363 de semnături.

### Dizolvarea Camerei Deputaților

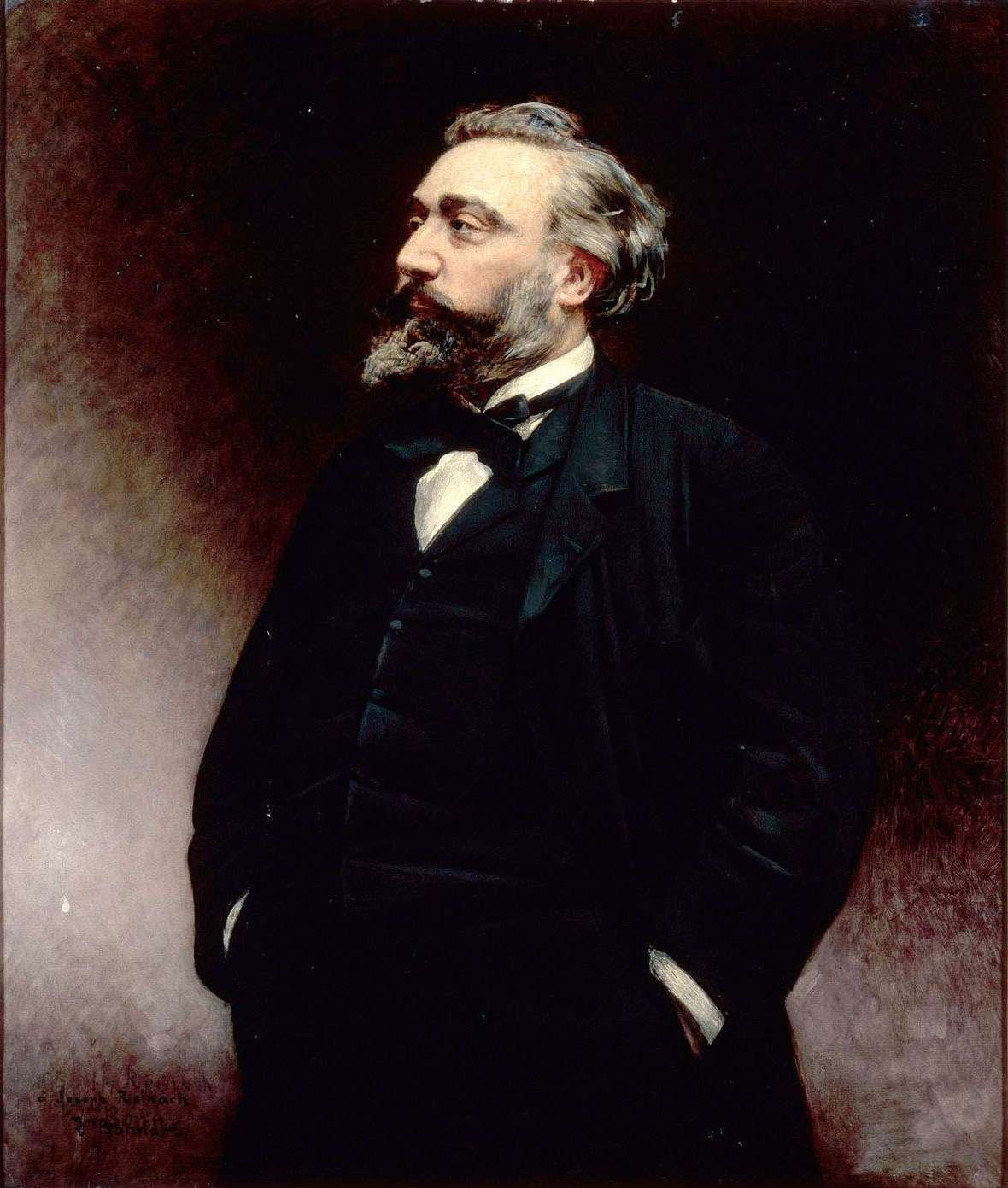
Portret al lui Léon Gambetta în 1875.

La 16 iunie 1877 sesiunea Camerei Deputaților s-a reluat — la o lună după suspendare. În aceeași zi, Patrice de Mac Mahon a cerut Senatului „avizul conform” pentru dizolvarea Camerei Deputaților, în conformitate cu articolul 5 al legii din 25 februarie.
La 16 iunie, după o dezbatere în Cameră, Gambetta a ținut un discurs vehement contra politicii guvernului, în care a spus: „Plecăm 363, dar ne vom întoarce 400”, aluzie atât la moțiunea de neîncredere votată de Cameră, cât și la discursul celor 221 din 1830.
În fapt, moțiunea de neîncredere votată la 19 iunie, semnată de președinții grupurilor parlamentare de dreapta în numele semnatarilor manifestului din 18 mai era o sfidare la adresa executivului: „Camera Deputaților, considerând că guvernul format la 17 mai de președinte și condus de dl. duce de Broglie, a fost convocat cu încălcarea legii majorităților, principiul guvernării parlamentare […], declară că guvernul nu are încrederea reprezentanților națiunii. Moțiunea de neîncredere a fost votată de 363 de deputați, 158 opunându-se.
La 22 iunie 1877 Senatul și-a dat avizul, acceptând cererea de dizolvare cu 149 voturi pentru și 130 împotrivă.
La 25 iunie 1877, s-a publicat decretul de dizolvare a Camerei Deputaților.

### Campania electorală
Campania electorală oficială a fost deschisă la trei luni după dizolvarea Camerei, la 19 septembrie 1877. Lunile dinaintea campaniei au fost însă și ele agitate.
Această campanie a fost una dintre cele mai vehemente din istoria Franței. Ministrul de interne Oscar Bardi de Fourtou a înlocuit din funcție mai mulți prefecți și funcționari, a demis primari și viceprimari, a înmulțit manifestele conservatoare.

#### „Candidaturile oficiale”
Mac Mahon a efectuat călătorii de propagandă electorală în țară. El a fost criticat apoi de republicani pentru că a permis reapariția „candidaturilor oficiale”, practică specifică celui de al Doilea Imperiu, printr-un mesaj: „Guvernul meu vă va desemna dintre candidați pe cei care au dreptul să se folosească de numele meu.”
La 1 iulie 1877 președintele a adresat soldaților o proclamație din partea garnizoanei din Paris în care scria: „Soldați […] voi vă înțelegeți datoria, simțiți că țara v-a încredințat spre pază cele mai scumpe interese ale ei […]!” Au circulat zvonuri conform căruia mareșalul de Mac Mahon ar putea opune rezistență în cazul în care rezultatele alegerilor i-ar fi defavorabile.

#### Discursul de la Lille
Gambetta a străbătut și el țara în același fel — a ajuns să fie poreclit „comis-voiajorul republicii”.
Ca răspuns lui Mac Mahon, la 15 august 1877, a ținut la Lille un discurs a cărui perorație a rămas celebră. Discursul a fost aclamat de auditoriu și se termina cu aceste fraze:
| “ | Să nu credeți că atunci când aceste milioane de francezi, țărani, muncitori, burghezi, alegători de pe pământul francez liber, își vor fi făcut alegerea, și chiar exact în termenii în care a fost formulată întrebarea; să nu credeți că atunci când ei își vor fi arătat preferințele și își vor fi făcut cunoscută voința; să nu credeți că atunci când milioane de francezi își vor fi spus cuvântul, va mai fi cineva, indiferent de partea eșichierului politic sau administrativ în care s-ar afla, care să-i mai poată opune rezistență. Când Franța își va face auzit glasul suveran, să credeți, domnilor, va trebui să vă supuneți sau să plecați. | ” |

## Alegerile legislative anticipate și consecințele lor

### Rezultatele alegerilor
La 14 și 28 octombrie 1877, au avut loc alegerile legislative anticipate în toată țara în sistem uninominal în două tururi, pe arondismente, cu vot universal masculin. Ele s-au derulat bloc contra bloc, cu o prezență la vot foarte mare. Din 531 de circumscripții, doar 15 nu au fost adjudecate din primul tur.

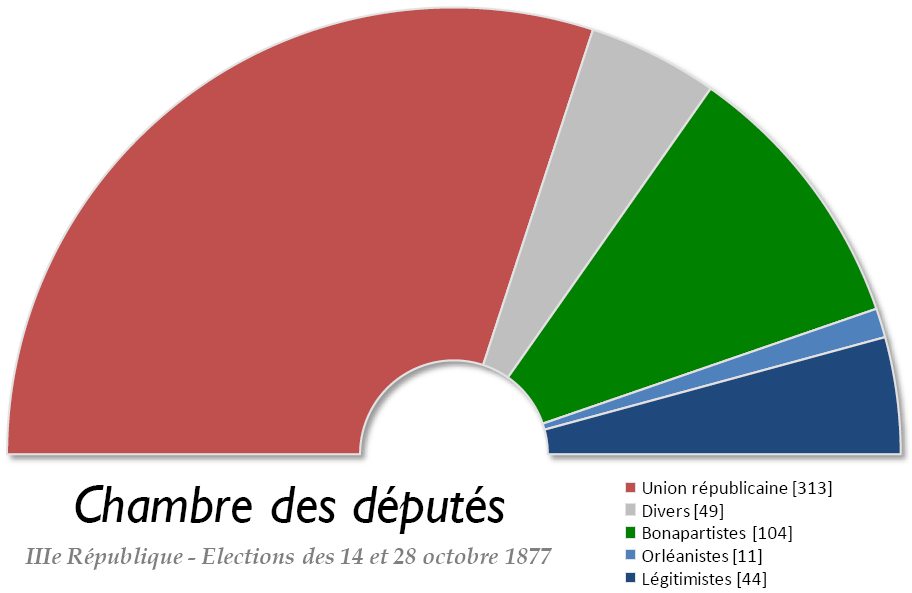
Compoziţia politică a noii Camere a Deputaţilor.

Victoria republicanilor a fost una incontestabilă, dar nu a avut amploarea prezisă de Gambetta la începutul crizei: deputații Uniunii Republicane au câștigat 323 de locuri — cu circa 4.367.000 de voturi, contra celor 3.578.000 ale conservatorilor.
Se remarcă, în acest context, revenirea dreptei conservatoare, care a crescut de la 140 de deputați la 208, cu o revenire deosebită a bonapartiștilor, de la 76 de deputați la 104, ceea ce l-a transformat în cel mai mare grup parlamentar al opoziției în noua legislatură. Numărul legitimiștilor a urcat de la 24 la 44. Pe de altă parte, orléaniștii apropiați parlamentarismului au fost marii perdanți, coborând de la 40 la 11 mandate: „dreapta parlamentară”, care a acceptat în 1875 compromisul instaurării republicii, a fost înfrântă.

### Ultimele încercări de rezistență ale președintelui
Mac Mahon a încercat să mai dizolve o dată Camera Deputaților, dar președintele Senatului ducele d'Audiffret-Pasquier i-a refuzat concursul camerei superioare.
La 19 noiembrie 1877 guvernul de Broglie a demisionat. Președintele a încercat atunci să constituie un guvern provizoriu sub conducerea lui Gaëtan de Rochebouët în lipsa majorității parlamentare, dar, la 24 noiembrie, Camera a refuzat, cu 325 de voturi contra și 208 pentru, să recunoască acest nou guvern, care reprezenta pentru parlamentarii republicani „refuzul drepturilor națiunii și al drepturilor parlamentare”.

### Președintele se supune

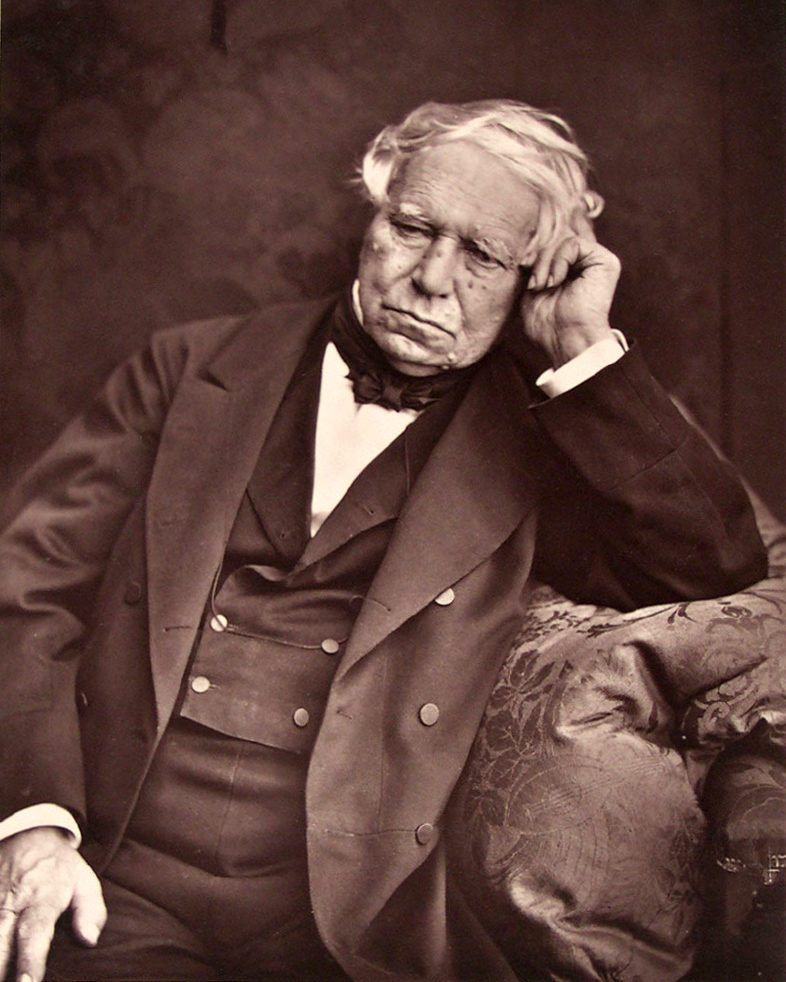
Portretul lui Jules Dufaure.

La 13 decembrie 1877 președintele Mac Mahon s-a supus în sfârșit rezultatelor alegerilor. El l-a chemat pe Jules Dufaure să formeze un guvern de centru-stânga și, la 14 decembrie, a adresat parlamentului un mesaj care suna ca o capitulare politică. El recunoștea că dizolvarea repetată a parlamentului nu poate fi o metodă normală de guvernare a unei țări, și concluzionează spunând: „[…] Constituția din 1875 a înființat o republică parlamentară, separându-mă total de parlament, în același timp instituind responsabilitatea solidară și individuală a miniștrilor. Astfel ne sunt determinate nouă drepturile și îndatoririle. Independența miniștrilor este condiția responsabilității lor. Aceste principii, extrase din Constituție, sunt cele ale guvernării mele.”
Acest mesaj a fost deci o dezavuare umilitoare a scrisorii adresate lui Jules Simon în 16 mai, și a tezelor avansate în ea.
Camera Deputaților, care își controla propriile puteri, a invalidat alegerile din 70 de colegii electorale sub pretextul presiunilor clericale sau politice. Aceste noi alegeri parțiale au adus numărul republicanilor din camera inferioară aproape de 400.

## Evenimente ulterioare
După 13 decembrie Camera Deputaților era majoritar republicană, guvernul asemenea, doar președintele și Senatul au rămas conservatori. Echilibrul instituțional a rămas nesigur până în 1879, „anul crucial al înrădăcinării regimului republican”.

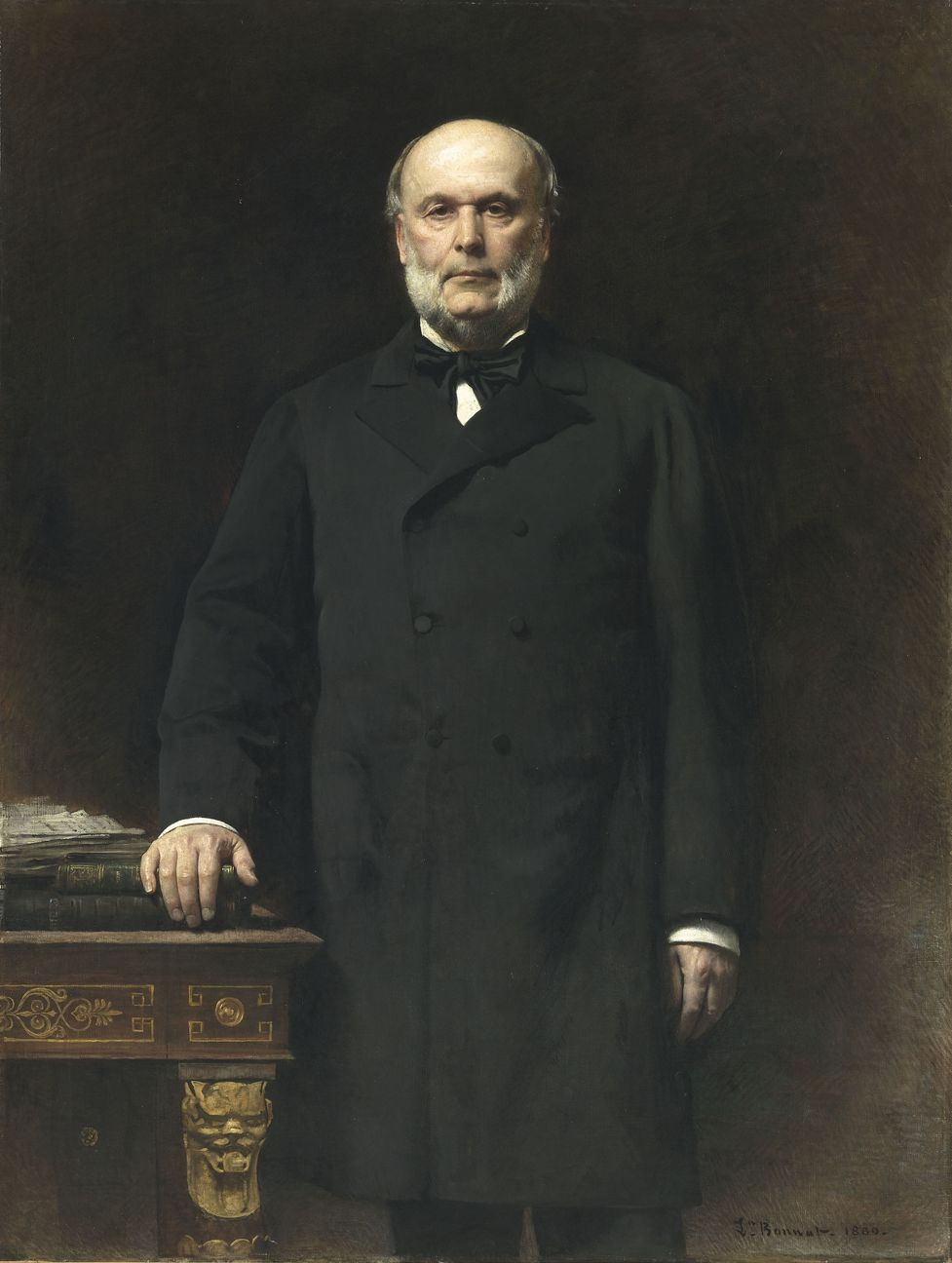
Portretul oficial al preşedintelui Grévy, succesorul lui Mac Mahon.

În 1879 republicanii au câștigat majoritatea și în Senat, iar Mac Mahon a demisionat, fiind înlocuit de Jules Grévy. Jules Grévy a renunțat să-și exercite dreptul de dizolvare a parlamentului, explicitat în legile constituționale din 1875, pe motivul legitimității superioare a Adunării Naționale față de președinte, dar și din cauza derivelor monarhiste reprezentate de acesta din urmă. Schimbarea majorității politice din Senat a făcut dizolvarea Camerei Deputaților practic imposibilă, iar practica instituțională a lui Grévy a făcut din președinte o simplă figură influentă, dar fără puteri reale.

## Urmări
Jean-Jacques Chevallier a concluzionat astfel paginile scrise de el despre această criză:
| “ | Prin această interpretare a Constituției din 1875 se pune capăt episodului numit 16 mai, care în realitate acoperă mai multe luni. În plan instituțional, a fost chiar eșecul parlamentarismului dualist de esență orléanistă: s-au înfruntat două puteri egale, cu o acțiune personală a șefului statului, îndreptată în cele din urmă chiar împotriva propriului guvern. Nu a fost învins doar acest dualism orléanist de centru-dreapta, ci și însăși instituția dizolvării Camerei Deputaților s-a văzut marcată de o etichetă de antirepublicanism de care nu avea să mai scape de-a lungul întregului regim (cu toate că, într-un regim parlamentar, această instituție este contraponderea normală și chiar necesară față de responsabilitatea ministerială). | ” |

Criza de la 16 mai a dat astfel legilor constituționale din 1875 interpretarea lor finală.
În mitologia republicană 16 mai este pus pe aceeași treaptă cu 18 brumaire sau cu 2 decembrie 1851, zile tarate.
Totuși, dualismul promovat de Mac Mahon — un guvern responsabil în același timp și în fața președintelui și în fața parlamentului, dublat de o putere executivă puternică întruchipată de șeful statului — nu a putut fi calificat drept lovitură de stat. Litera constituției confirma dualismul parlamentar și puterea președintelui, moștenite din tradiția orléanistă din care s-au inspirat autorii constituției.
Dispariția mecanismului dizolvării legislativului și a pierderii de influență a președintelui, ce au urmat crizei de la 16 mai, au făcut practica constituțională să devieze de la orléanisme către tradiția revoluționară, în care camera este piesa turnantă a jocului politic, și în care guvernele sunt supuse toanelor unei majorități volatile, volatilitate pe care mecanismul dizolvării legislativului nu o mai poate preîntâmpina. În acest sens, criza din 16 mai 1877 a marcat începutul efectiv al tranziției regimului de la parlamentarismul raționalizat către parlamentarismul absolut.